# Акулево
Аку́лево (рос. Акулево, чув. Шемшер) — село у складі Чебоксарського району Чувашії, Росія. Входить до складу Акулевського сільського поселення.
Населення — 180 осіб (2010; 153 у 2002).
Національний склад:
- чуваші — 99 %